# Cavineño
Cavineño, pleme Tacanan Indijanaca iz sjeverne Bolivije, naseljeno jugoistočno od Riberalte duž rijeke Beni (departman Beni) i u departmanu Pando. Jezično su srodni plemenima Tacana, Reyesano i Toromona. Žive od poljodjelstva i sakupljanja brazilskog oraha-castaña. Populacija im iznosi 1,736 (2000 W. Adelaar).
Cavineño danas žive u naseljima koja se nalaze u općinama Santa Rosa, Gonzalo Moreno, Reyes i San Pedro, to su: Baqueti, Bolívar, California, Galilea, Candelaria, Misión Cavinas, Natividad, Paraíso, Peña Guarayo, Santa Catalina, San Juan, San José, San Miguel, Francia, El Choro, Buen Destino i Santa Ana.